# Dietrich I. von Volmerstein
Graf Dietrich I. (Thiderich) von Volmerstein († ca. 1313/1314) (auch Volmarstein) war ein mittelalterlicher Adliger aus dem Hause Volmestein.
Seine Eltern waren Graf Heinrich III. von Volmestein und Agnes NN.
Er folgte 1250 seinem Vater als Graf von Volmarstein. Während seiner Herrschaft wurde die Burg Volmarstein 1288 durch den Grafen Eberhard I. von der Mark während einer kurkölnischen Fehde erstmals zerstört. Dies erfolgte nach der Niederlage des Erzbischofs von Köln, Siegfried von Westerburg, bei der Schlacht von Worringen.

## Ehen und Nachkommen
- 1) ⚭ Elisabeth von Brakel
  - Bertold
  - Dietrich II.
  - Heinrich VII.
  - Kunigunde
  - Lutgardis
  - Mathilde (Äbtissin des Klosters Herdecke)
  - Sophie ⚭ Graf Gottfried von Sayn
  - Werner (Domkanonikus zu Paderborn)

- 2) ⚭ Kunigunde von Lindenhorst (Dortmund)
  - Heinrich VIII.

## Weiterführende Literatur
- Adelbert von der Recke von Volmerstein: Lehndienst und adelige Wirtschaftsführung im Spätmittelalter, dargestellt am Leben Dietrichs von Volmerstein. Dissertation, Universität Heidelberg, 2002.